# 平島治
平島 治（ひらしま おさむ、1932年1月15日 - ）は、日本の経営者。大成建設社長、会長を務めた。

## 経歴
東京都出身。1954年に東京大学工学部建築学科を卒業し、同年に東京建物に入社。1956年10月に大成建設に転じ、1983年6月に取締役に就任し、1985年6月に常務、1987年6月に専務を経て、1993年6月に副社長に就任し、1997年4月には社長に昇格。2001年4月に会長に就任し、2005年4月に取締役相談役を経て、同年5月には相談役に就任。
2017年4月に旭日大綬章を受章。